# Liste der Monuments historiques in Gelucourt
Die Liste der Monuments historiques in Gelucourt führt die Monuments historiques in der französischen Gemeinde Gelucourt auf.

## Liste der Objekte
| Bezeichnung       | Beschreibung                                                                                               | Standort                      | Kennzeichnung | Schutzstatus | Datum | Bild |
| ----------------- | --- | ----------------------------- | ------------- | ------------ | ----- | ---- |
| Kanzel            | Holz, 18. Jahrhundert                                                                                      | in der Kirche St-Brice (Lage) | PM57000862    | Inscrit      | 1979  |      |
| Zwei Seitenaltäre | ohne die Skulpturen; Holz, 18. Jahrhundert                                                                 | in der Kirche St-Brice (Lage) | PM57000861    | Inscrit      | 1979  |      |
| Hauptaltar        | Altartisch mit Altaraufbau, Tabernakel und Exposition; Holz, farbig gefasst und vergoldet, 18. Jahrhundert | in der Kirche St-Brice (Lage) | PM57000073    | Classé       | 1980  |      |